# 千鳥街
千鳥街（ちどりがい）は、1950年代から1960年代前半頃、新宿御苑にごく近い新宿二丁目の一区域にあった飲み屋街である。現在の御苑通り（環5ノ1）と新宿通りの交点（新宿二丁目交差点）から南の部分（新宿通りと新宿御苑に挟まれた場所）にあったが、道路開通による区画整理でなくなった。
一般の飲み屋が中心だったが、その中に混じり1950年代にはゲイバーも集まっていた。その後、千鳥街は区画整理されることになり、1960年代後半頃、現在の新宿二丁目仲通りに面した雑居ビル「新千鳥街」に一部の店舗は移転した。移転先は元は1958年の売春防止法の完全施行で廃止された赤線だった場所だった。移転後も長らく一般向け飲み屋が多かったが、近年はゲイバーの比率が上がっている。